# 鸵鸟效应

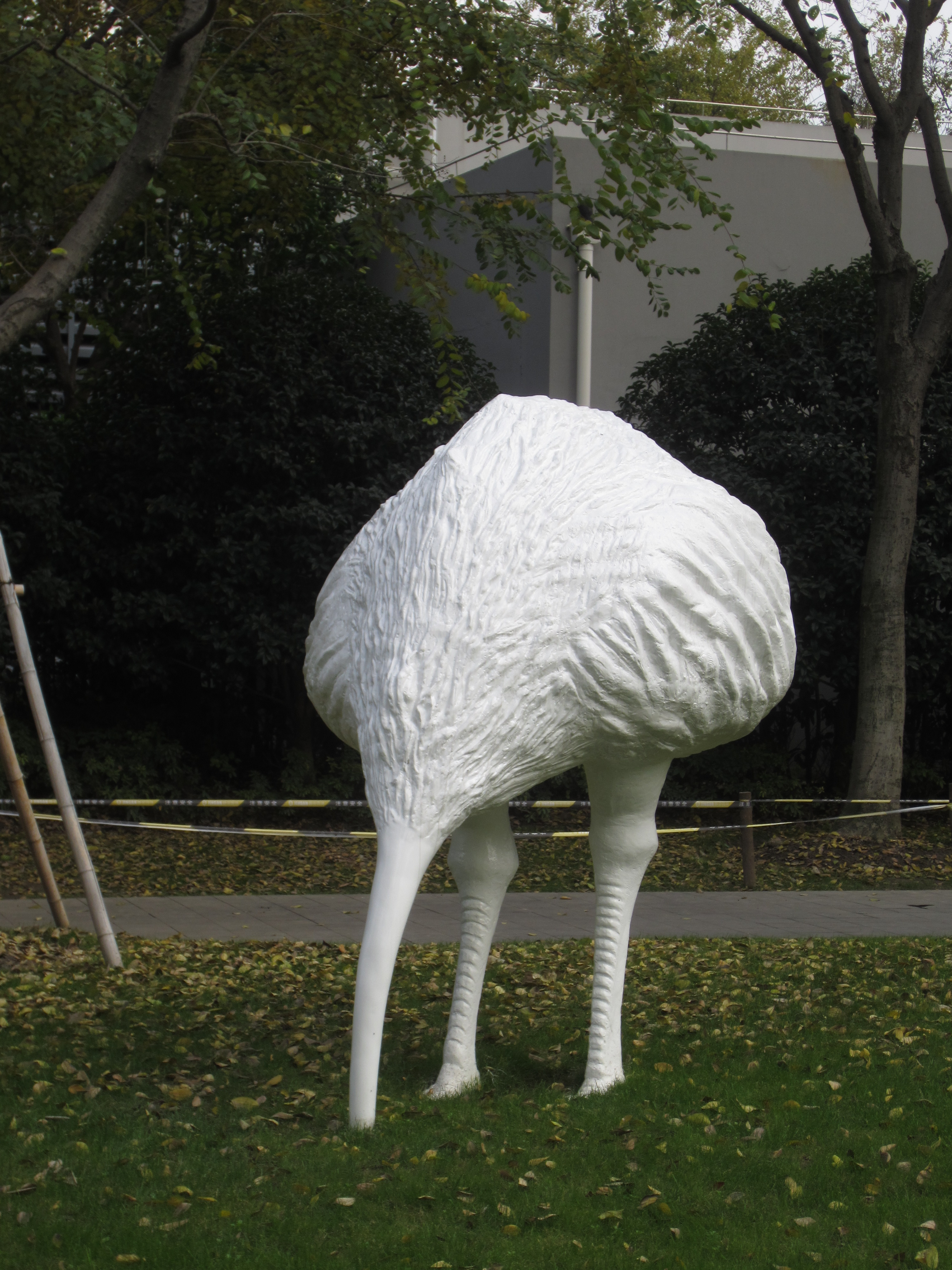
上海静安公园内鸵鸟将头埋在地下的雕塑

鸵鸟效应（Ostrich effect），是指一種人類因為懦弱不敢面对现实，而使用逃避為手段以求得心理上的安全感的行为。在行為經濟學中則用来形容投资者对负面信息进行选择性忽视的现象。据说，鸵鸟在面对危险的时候会停下来把头埋在沙子里蒙蔽視線自以為安全，但其實鴕鳥在遭遇危險時會把頭埋入沙坑，是人類對鴕鳥的誤解，但该效应却因此得名。
这一词语来源于Galai & Sade (2006)的文献中，在当时被形容为“通过假装风险不存在来规避显而易见的金融风险情景”。但是自从Karlsson, Loewenstein & Seppi (2009)的使用后，该词语的含义得到了扩展，被用来形容“避免呈现一些（财经等的）资讯，以避免可能造成的心理上的不适”。例如，在股市大跌的时候，人们不愿意去看行情，也不愿去看相关的财经资讯。

## 研究
Galai & Sade (2006)通过使用心理学内容来解释固定收入市场中的回报差异——其中的心理学现象被命名为“鸵鸟效应”。这一反常现象阻止了投资者得到潜在的短时损失的消息。以色列的一家财经门户网站的访问量与市场净值呈现正相关，研究人员将之视为这一效应的证据之一。Karlsson, Loewenstein & Seppi (2009)的研究表明，在斯堪的纳维亚，市场条件不好时，人们查看自己投资当前价值的频率比起平时少50%到80%。
Galai & Sade (2006)的研究也发现，投资者倾向于风险没有被披露的金融投资，而非那些风险回报相似但时常披露风险的投资内容。研究称，投资者们愿意为“无视的快感（the bliss of ignorance）”打保票。

## 批评
Gherzi et al. (2014)的研究发现，投资者并没有较为明显地忽视或者规避负面信息，相反正面的市场回报以及日常的负面市场回报条件下，投资者会加强其对投资组合的监控——这时投资者像是高度警觉的狐獴而非把头埋在沙子里的鸵鸟，所以这一现象也被称为“狐獴效应”。

### 书籍
- Mallard, Graham. . Routledge. 2015: 13–14. ISBN 9781317653851 （英语）.

### 文献
- Galai, Dan; Sade, Orly. . Journal of Business（英语：Journal of Business）. 2006, 79 (5)  [2020-09-22]. JSTOR 10.1086/505250. SSRN 431180 . （原始内容存档于2017-05-10）.
- Karlsson, Niklas; Loewenstein, George; Seppi, Duane.  (PDF). Journal of Risk and Uncertainty. 2009, 38 (2): 95–115  [2018-03-11]. doi:10.1007/s11166-009-9060-6. （原始内容存档 (PDF)于2016-03-16）.
- Gherzi, Svetlana; Egan, Daniel; Stewart, Neil; Haisley, Emily; Ayton, Peter. . Journal of Economic Behavior & Organization. 2014, 107: 512–526. doi:10.1016/j.jebo.2014.07.013.
- Sicherman, Nachum; Loewenstein, George; Seppi, Duane J.; Utkus, Stephen P. . Review of Financial Studies. 2016, 29 (4): 863–897. SSRN 2120955 . doi:10.1093/rfs/hhv073.